# Phragmosperma marattiae
Phragmosperma marattiae är en svampart som först beskrevs av Henn., och fick sitt nu gällande namn av Theiss. & Syd. 1917. Phragmosperma marattiae ingår i släktet Phragmosperma och familjen Massarinaceae.   Inga underarter finns listade i Catalogue of Life.